# Сенников, Анатолий Серафимович
Анатолий Серафимович Сенников (30 ноября 1927, Котельнич, Вятская губерния — 20 февраля 2022, Москва) — советский и российский государственный и партийный деятель.

## Биография
Анатолий Серафимович Сенников родился 30 ноября 1927 года в городе Котельниче Котельничского уезда Вятской губернии, ныне город областного значения Кировской области.
В 1948 году окончил Горьковский радиотехникум. Работал лаборантом, техником, старшим техником, инженером лаборатории научно-исследовательского института № 11 Министерства промышленности средств связи при заводе имени Фрунзе в городе Горьком, затем инженером, старшим инженером специального конструкторского бюро этого же завода.
В 1955 году окончил Горьковский политехнический институт.
В 1957—1959 годах — секретарь парткома завода имени Фрунзе.
В 1959—1963 годах — секретарь, с 1960 года — первый секретарь Приокского районного комитета КПСС города Горького.
В 1963—1970 годах — инструктор Отдела оргпартработы ЦК КПСС. В 1965 году окончил Высшие экономические курсы при Госплане СССР.
В 1970 году был избран вторым секретарём Курганского областного комитета КПСС.
В 1975 году переведён на работу в Центральный комитет КПСС. Работая в Аппарате ЦК КПСС, курировал Свердловскую, Тюменскую, Азербайджанскую, Грузинскую, Армянскую партийные организации.
В 1975—1979 годах — заведующий сектором Закавказских республик Отдела оргпартработы ЦК КПСС.
В 1979—1991 годах — заведующий Центром обработки информации ЦК КПСС.
В 1992—1994 годах был главным специалистом-экспертом, заместителем заведующего отделом Управления информационных ресурсов Администрации Президента Российской Федерации, с 1994 по 1997 годы — консультантом Главного Управления информационных ресурсов органов государственной власти Федерального агентства правительственной связи и информации при Президенте Российской Федерации.
Избирался депутатом Верховного Совета РСФСР 8-го и 9-го созывов, был членом его постоянных комиссий. Избирался делегатом XXIV съезда КПСС.
В 2018 году был общественным советником Управы района Фили-Давыдково Западного административного округа города Москвы.
Анатолий Серафимович Сенников умер 20 февраля 2022 года в городе Москве. Похоронен <где?>.

## Награды
- Два ордена Трудового Красного Знамени
- Орден Дружбы Народов
- Орден «Знак Почёта»
- Медали, в т.ч.
  - Медаль «60 лет Победы в Великой Отечественной войне 1941—1945 гг.»
  - Медаль «В память 850-летия Москвы»
  - Юбилейная медаль «За доблестный труд. В ознаменование 100-летия со дня рождения Владимира Ильича Ленина», 1970 год
  - Медаль «Тридцать лет Победы в Великой Отечественной войне 1941—1945 гг.»
  - Медаль «За доблестный труд в Великой Отечественной войне 1941—1945 гг.»
  - Медаль «Ветеран труда»
  - Медаль «За освоение целинных земель»
  - Серебряная медаль ВДНХ
  - Памятная медаль «60 лет Победы в Великой Отечественной войне», КПРФ
  - Памятная медаль «65 лет разгрома немецко-фашистских войск под Москвой», КПРФ
  - Памятная медаль «90 лет советских вооруженных сил», КПРФ
  - Памятная медаль «В ознаменование 130-летия со дня рождения И. В. Сталина», КПРФ
  - Памятная медаль «В ознаменование 140-летия со дня рождения В. И. Ленина», КПРФ
  - Памятная медаль «300 лет Михаилу Васильевичу Ломоносову», КПРФ
  - Памятная медаль «100 лет газете «Правда», КПРФ
  - Памятная медаль «50 лет космонавтике», КПРФ
  - Памятная медаль «В Ознаменование 70-летия битвы под Москвой», КПРФ
  - Памятная медаль «90 лет Всесоюзному ленинскому коммунистическому союзу молодежи», КПРФ
  - Медаль «За верность Долгу и Отечеству»[3]

## Семья, увлечения
В 1950 году женился на Валентине Иосифовне Сенниковой (дев. Калинина, 1928—2021), воспитали сына и дочь.
Увлечения: живопись, сочинения стихов, шахматы, коллекционирование памятных медалей, монет, значков.